# القلعة الحرة
القلعة الحرة، أو قلعة جبل طارق، اسم يطلق على قلعة من العصور الوسطى تقع في جبل طارق، تحوي على عدة مباني وبوابات وأسوار، ويعتبر برج القلعة أكثر المباني إثارة للانتباه. جزء من القلعة كان سجناً في ما مضى حتى تم نقله في 2010. يمكن مشاهدة البرج من جميع أنحاء جبل طارق بسبب بنائه العالي وموقعه الاستراتيجي. تعاقبت على بناء المدينة وقلعتها عدة عصور حيث بنى طارق بن زياد قلعة صغيرة في قمة الجبل ثم أمر القائد الموحدي عبد المؤمن بن علي ببناء «مدينة الفتح» التي استغرقت ثمانية أشهر لتنتهي في 1160, ثم تولاها المرينيون وواصلوا بناء القلعة.

## التاريخ
كان جبل طارق على مر العصور منطقة لها بعد استراتيجي هام ومؤثر في قلب الأندلس، فقد تعاقب عليها الفينيقيون ثم العرب ثم السيطرة الإسبانية ثم الحكم الإنجليزي حالياً، ويعتبر الحكم العربي للمنطقة الأطول باستمراره قرابة 710 عام.
تعتبر الأهمية البالغة للجبل بالنسبة للعرب في كونه نقطة البداية التي انساحت معها الجيوش الفاتحة نحو قلب الأندلس وصولاً لجنوب فرنسا، وبقيت هذه المنطقة في يد العرب مدة 710 عام فيما استمر وجودهم في الأندلس كلها بشكل عام قرابة 781 عام.
كذلك تكمن الأهمية في نهاية الحكم العربي للمنطقة، حيث كان هناك كر وفر بدأ في عام 1309 عندما هاجمه فرناندو الرابع ملك قشتالة وخايمي الثاني ملك أراغون، في تلك الأثناء كان المستهدف من الهجوم هي مملكة غرناطة وليس الجبل، ولم يكن في جبل طارق سوى 1,200 ساكن فقط مع حامية صغيرة لم تكن مستعدة للحصار وكانت التحصينات بدائية، فاستسلمت الحامية التابعة لبنو نصر بعد مقاومة استمرت شهر واحد، فقام فرناندو بطرد السكان الأصليين وإحلال نصارى في مكانهم، في 1315 حاول بني نصر استعادة الجبل (الحصار الثاني) لكنهم تراجعوا بعد ورود أنباء عن قدوم قوات من قشتالة لنجدة الجبل.
بعدها بثمانية عشر عاماً تحالف كُلاً من محمد الرابع بن اسماعيل سلطان غرناطة وأبو الحسن علي بن عثمان سلطان مملكة فاس المريني، وحاصرا جبل طارق (ثالث حصار) بواسطة جيوش برية وبحرية، وفي هذه المرة لم يرسل ملك قشتالة النجدة لسكان الجبل فتم حصارهم لعدة شهور حتى تضوروا جوعاً واستسلموا للعرب، أرسل ملك قشتالة قوة للإغاثة لكن عند وصولها تفاجؤا باستسلام السكان، فقاموا بحصار الجبل من جديد (الحصار الرابع)، لكنهم لم يتوصلوا إلى أن نتجية ولم يستطيعوا اختراق الدفاعات، وبالتالي وصل الفريقان إلى نهاية مسدودة فقررا عقد اتفاق يقدم فيه كِلا الطرفان تنازلات وهدنة لمدة أربعة أعوام.
في 1349 فرض ألفونسو الحادي عشر حصاراً على الجبل (خامس حصار) لكن السكان قاوموا بشدة لفترات طويلة بمساعدة الأسوار المنيعة التي كان قد بناها أبو الحسن، واستمر الحصار حتى 1350 عندما تراجعت القوات المحاصرة نتيجة لانتشار الطاعون.
في 1362 وقع نزاع على الجبل بين مملكة غرناطة ومملكة فاس، لكن في 1374 تنازل المرينيون عن الجبل لصالح مملكة غرناطة، وفي 1410 ثارت الحامية الموجودة في الجبل على بني نصر ملوك غرناطة، لكن تم اخماد هذا الثوران بعد أن أرسل ملك غرناطة جيشاً حاصر الجبل (الحصار السادس)، وفي العام 1436 قام إنريكي بيريز دي غوزمان، الكونت الثاني لنييبلا بفرض الحصار على الجبل (سابع حصار)، لكن هذا الحصار أصابه نهاية مأساوية للنصارى بسبب الهزيمة الفادحة التي تعرضوا لها لدرجة أن إنريكي نفسه غرق في البحر أثناء محاولة الهرب، فتم العثور على جثته وقطع رأسه وتعليقه على أسوار الجبل مدة اثنين وعشرين عاماً.
لكن الحكم العربي وصل إلى نهايته في عام 1462 حيث باغت النصراني ألونسو دي أركوس بقوة صغيرة سكان الجبل بحصار سريع (الحصار الثامن) فيما كان كبار قادة الجيش والكثير من السكان في غرناطة لتقديم الولاء للسلطان الجديد، فاستسلمت الحامية الصغيرة، ونحا ألونسو منحى النصارى الذين سبقوه بطرد السكان الأصليين مرة أخرى وإحلال نصارى مكانهم.

## برج القلعة
يعتبر البرج هو الأطول في الأندلس كلها خلال الحكم العربي لها، أما قصبة القلعة فإنها الأكبر في المنطقة.
لعبت القلعة دوراً مهماً في انسياح الجيوش العربية الفاتحة نحو غرب أوروبا، حيث سيطرت الجيوش العربية على أغلب الجزيرة في غضون عامين فقط، واستمرت حاكمة لها على مدار ثمانية قرون متتالية.

## القلعة في اليوم الحاضر
تعتبر القلعة اليوم المزار الأشهر في جبل طارق، حيث يأتيه السياح من شتى بقاع الأرض ليتعرفوا على معالم الحكم العربي للجبل.
جزء من القلعة كان سجناً، لكن تم نقله إلى مكان آخر في 2010.